# ピウス5世 (ローマ教皇)
ピウス5世（ピウス5せい、Pius V、1504年1月17日 - 1572年5月1日）は、ローマ教皇（在位：1566年 - 1572年）。本名アントニオ・ギスリエーリ（Antonio Ghislieri）。異端審問の世界で活躍した後、教皇として異端とプロテスタントへの対抗に力に入れ、対抗宗教改革を推進した。カトリック教会の聖人で、記念日は4月30日。

## 生涯

### 教皇選出前
アントニオ・ギスリエーリはミラノに近いボスコ村（現在のボスコ・マレンゴ）で生まれた。生家は貧しく羊飼いとして生活、1518年、14歳にしてドミニコ会に入会しミケーレの修道名を授かり、ヴォゲーラ、ヴィジェーヴァノ、ボローニャなど各地の修道院で過ごし、ボローニャ大学、ジェノヴァ大学で学んだ。
1528年にジェノヴァで司祭に叙階されるとパヴィーアに移り、16年間パヴィーアのドミニコ会学院で教鞭を取り神学・哲学を教えた。彼はそこで教皇の権威の意味を再確認し、異端を弾劾する13か条の提言をまとめる中で自らの思想を明らかにしていった。院長としてギスリエーリは規律ある人物として有名であったが、自ら望んでコモの異端審問所へ赴いた。そこでの熱心な活動によって周囲の反発を招いたため、1550年にはローマへ戻り、異端審問の仕事に関わったあとで、教皇庁の食料管理の仕事についた。
そこで後に教皇パウルス4世となるカラファ枢機卿に目をかけられ、1551年に彼の推薦で教皇ユリウス3世によりローマ異端審問所長官総代理に任命された。1555年にカラファが教皇パウルス4世に選出されると出世は続き、翌1556年にストリやネーピの司教職、1557年にアレッサンドリーノの名義枢機卿、1558年にはローマ異端審問所長官というポストを得た。1560年にピウス4世の元でモンドヴィ（ピエモンテ）の司教に選ばれるが、これに反対したため、ローマの退去と異端審問官の職業権限の縮小を申し渡された。 

### カトリック教会の刷新改革
ギスリエーリが任地へ向かう前にピウス4世は死去し、1566年1月7日の教皇選挙はピウス4世の甥カルロ・ボッロメーオ枢機卿とアレッサンドロ・ファルネーゼ枢機卿ら大多数の支持でギスリエーリを新教皇に選出、10日後の彼の誕生日に教皇としての戴冠式が行われた。ピウス5世を名乗った教皇は厳格かつ敬虔で、個人生活では托鉢修道士としての活動を続けたが、教皇としては抜本的な改革案を次々に実行に移してローマの風紀刷新に乗り出した。それは教皇宮廷の経費削減、宿屋の規制、娼婦の追放、儀式の尊重、司教の教区居住の徹底などである。教皇は広い視野をもって、ボッロメーオ枢機卿らの助けでトリエント公会議の決議の推進と教会法の実施の徹底を各国で推し進めた。
また、『ローマ・カトリック要理問答』出版（1566年）、『ローマ聖務日課書』（1568年）と『ローマ・ミサ典礼書』（1570年）の公布、ドミニコ会士で聖人トマス・アクィナスの教会博士称号贈与（1567年）、および著作刊行（1570年 - 1571年）にも尽力した。一方で異端審問所を活用しプロテスタントとユダヤ人に対して厳しく当たった。
ピウス5世はイエズス会との繋がりが深く、教皇選出前に会の内紛を調停したことがあり、会の創立者の1人で不平不満を唱えたニコラス・ボバディリャを説得してなだめ、1558年のディエゴ・ライネスの第2代総長選出を手助けした。教皇選出後は第3代総長フランシスコ・ボルハと協力してイエズス会内部に関与、1568年にボルハの要望に応え、1日1時間の祈りと聖務日課の朗唱を修道士に義務付けたが、両方とも後に修正あるいは破棄された。またボルハの提案で、海外宣教活動を枢機卿からなる中央委員会に置くことを勧められ、1622年の布教聖省（福音宣教省）設置に結実した。更に1570年にオスマン帝国のヨーロッパ遠征隊派遣に対抗してカトリック諸国結集を計画したピウス5世は、教皇特使を各国へ派遣することを決め、ボルハを随行者に選び、彼は1571年6月30日に使節団に加わって出発したが、病気だったため諸国訪問中に体調が悪化し1572年にローマへ引き返した後に亡くなった。
ピウス5世の手による回勅の中で最も有名なものが、1568年の「イン・コエナ・ドミニ」であるが、それ以外の教皇文書や教皇令にこそ彼の人となりをうかがわせるものがある。たとえば、教皇への上訴の禁止（1567年2月および1570年1月）、ルーヴァン大学の教授で論議を呼んでいたミシェル・バイウスの弾劾（1570年）、聖務日課の改訂（1568年7月）、ローマとアンコーナ以外の教皇領からのユダヤ人の追放（1569年）、新ミサ典書使用の徹底命令（1570年7月）、異端審問所からの十字軍将兵の保護（1570年10月）、聖母懐胎についての議論の禁止（1570年11月）、不正な経理の噂があった組織である謙遜兄弟団（Fratres Humiliati）への制限強化（1571年2月）、聖務日課の共唱の徹底（1571年9月）、全免償の提供と引き換えによる対オスマン帝国戦への財務援助（1572年3月）などである。

### 諸外国との外交
教皇はドイツ諸侯との争いに危機感を覚えていたが、特にアウクスブルクの帝国議会（1566年3月26日）における論争に教皇権の危機を察知し、その影響力を制限しようと企てた。一方、フランスでは教皇の影響力はより大きなものであった。教皇の指図によってオデット枢機卿と7人の司教が解任され、プロテスタントに対して寛容な勅令が廃棄された。結果としてこのフランスにおける教皇権威の行使がサン・バルテルミの虐殺を引き起こす一因ともなる。 
また、イングランド王エリザベス1世に対しては、政敵のメアリーの擁護をうたった回勅『エクス・トゥルピッシマ・ムリエブリス・リビディニス・セルヴィトゥーテ』を発布するだけでなく、露骨に敵意を示しており、1570年4月27日の回勅『レグナンス・イン・エクスケルシス』で破門し、家臣の忠誠の誓いを解いている。しかし、この回勅は同時代において何ら現実的な意味を持つものではなく、歴史上、教皇による世俗王侯への最後の破門となった。
前教皇を支援していたフィレンツェ公コジモ1世との関与も外国との関係が悪化する原因になった。公爵より格上の称号を狙っていたコジモ1世は前教皇に引き続いてピウス5世にも接近して金策に協力、異端者にされていた所を匿っていたピエトロ・カルネセッキを1566年に教皇へ引き渡し（カルネセッキは翌1567年にローマで処刑）、フランスのユグノー戦争でカトリック陣営を支援するなど教皇の歓心を得ることに腐心した。ピウス5世もそれに応じて1569年8月24日、1562年の聖ステファノ騎士団創設、カルネセッキの身柄引き渡し、ユグノー戦争のカトリック支援などの功績により、コジモ1世へカトリック信仰の擁護者としてトスカーナ大公の称号を授与、1570年3月5日にローマを訪れたコジモ1世に対して大公冠を授ける戴冠式を挙行した。これら一連の出来事に対して神聖ローマ皇帝マクシミリアン2世と従兄のスペイン王フェリペ2世、イタリア諸侯の多くは大公位授与に反対、トスカーナ大公位が皇帝とスペイン王に追認されるのはピウス5世とコジモ1世の死後の1576年までかかった。
ピウス5世は当時勃興しつつあったオスマン帝国に対して神聖同盟を結成させることに成功し、オスマン帝国に大勝利した1571年10月7日のレパントの海戦の神聖同盟艦隊には、マルカントニオ・コロンナの指揮する教皇庁艦隊を派遣していた（なおこのときの神聖同盟には、教皇がエリザベス1世と対立していたため、イングランドの参戦はなく、プロテスタント諸国の参戦もなかった。キリスト教徒全体の結束はなく、カトリック世界のみの団結となった）。また、トリエント公会議の方針に沿って国際的な司教会議を行わせている。それはアルフォンソ・カラファ枢機卿（教皇は審議の後でカラファ一族を復権していた）の元で行われたナポリ会議、ボッロメーオ枢機卿の元で行われたミラノ会議、そしてマキム会議の3つである。
1572年5月1日、68歳で死去。遺体は初めサン・ピエトロ大聖堂に埋葬されたが、1588年にシクストゥス5世によりサン・ピエトロ大聖堂からサンタ・マリア・マッジョーレ大聖堂へ移葬された。1672年に列福、1712年5月24日、教皇クレメンス11世によって列聖された。